# FutureSex/LoveShow
FutureSex/LoveShow è il terzo tour del cantante Justin Timberlake, svoltosi nel 2007 a supporto del suo secondo album FutureSex/LoveSounds.

## Scaletta
1. FutureSex/LoveSound
2. Like I Love You
3. My Love (contiene elementi da Let Me Talk to You (Prelude))
4. Señorita
5. Sexy Ladies
6. Until the End of Time
7. What Goes Around... Comes Around
8. Chop Me Up
9. Rock Your Body
10. Medley:
  1. Gone
  2. Take It from Here
  3. Last Night
11. Damn Girl
12. Summer Love
13. Losing My Way
14. Cry Me a River
15. LoveStoned/I Think She Knows (Interlude)

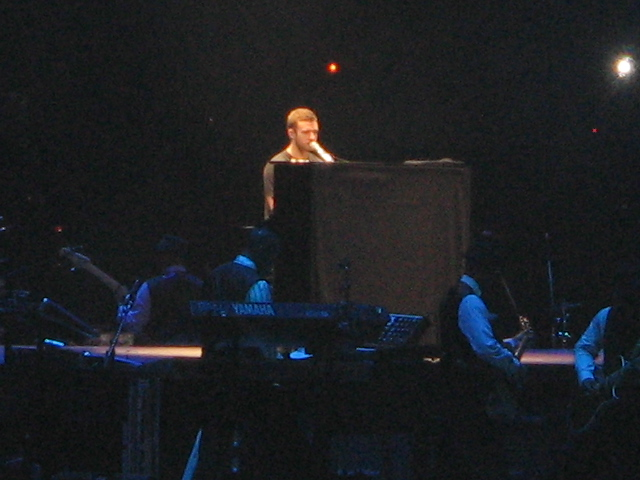
Timberlake si esibisce in (Another Song) All Over Again

16. SexyBack

Encore
1. (Another Song) All Over Again

## Date

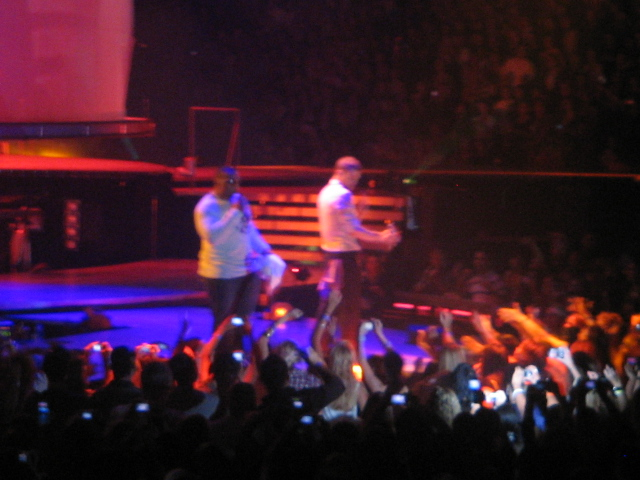
Timbaland e Justin Timberlake eseguono SexyBack all'Air Canada Centre

| Data              | Città             | Paese               | Arena                                     |
| ----------------- | ----------------- | ------------------- | ----------------------------------------- |
| Nord America      |                   |                     |                                           |
| 8 gennaio 2007    | San Diego         | Stati Uniti         | iPayOne Center                            |
| 9 gennaio 2007    | Anaheim           | Stati Uniti         | Honda Center                              |
| 11 gennaio 2007   | San Jose          | Stati Uniti         | HP Pavilion at San Jose                   |
| 12 gennaio 2007   | Sacramento        | Stati Uniti         | ARCO Arena                                |
| 15 gennaio 2007   | Glendale          | Stati Uniti         | Glendale Arena                            |
| 16 gennaio 2007   | Los Angeles       | Stati Uniti         | Staples Center                            |
| 17 gennaio 2007   | Fresno            | Stati Uniti         | Save Mart Center                          |
| 19 gennaio 2007   | Las Vegas         | Stati Uniti         | MGM Grand Garden Arena                    |
| 27 gennaio 2007   | Saint Paul        | Stati Uniti         | Xcel Energy Center                        |
| 30 gennaio 2007   | Toronto           | Canada              | Air Canada Centre                         |
| 31 gennaio 2007   | Montréal          | Canada              | Bell Centre                               |
| 2 febbraio 2007   | Washington        | Stati Uniti         | Verizon Center                            |
| 3 febbraio 2007   | Cleveland         | Stati Uniti         | Quicken Loans Arena                       |
| 6 febbraio 2007   | Boston            | Stati Uniti         | TD Banknorth Garden                       |
| 7 febbraio 2007   | New York          | Stati Uniti         | Madison Square Garden                     |
| 18 febbraio 2007  | Buffalo           | Stati Uniti         | HSBC Arena                                |
| 19 febbraio 2007  | Columbus          | Stati Uniti         | Value City Arena                          |
| 22 febbraio 2007  | Tampa             | Stati Uniti         | St. Pete Times Forum                      |
| 24 febbraio 2007  | Miami             | Stati Uniti         | American Airlines Arena                   |
| 25 febbraio 2007  | Sunrise           | Stati Uniti         | BankAtlantic Center                       |
| 27 febbraio 2007  | Atlanta           | Stati Uniti         | Philips Arena                             |
| 1º marzo 2007     | New Orleans       | Stati Uniti         | New Orleans Arena                         |
| 4 marzo 2007      | Houston           | Stati Uniti         | Toyota Center                             |
| 5 marzo 2007      | Dallas            | Stati Uniti         | American Airlines Center                  |
| 8 marzo 2007      | Omaha             | Stati Uniti         | Qwest Center Arena                        |
| 9 marzo 2007      | Ames              | Stati Uniti         | Hilton Coliseum                           |
| 10 marzo 2007     | Detroit           | Stati Uniti         | Joe Louis Arena                           |
| 12 marzo 2007     | Rosemont          | Stati Uniti         | Allstate Arena                            |
| 13 marzo 2007     | Rosemont          | Stati Uniti         | Allstate Arena                            |
| 15 marzo 2007     | Cincinnati        | Stati Uniti         | U.S. Bank Arena                           |
| 16 marzo 2007     | Nashville         | Stati Uniti         | Gaylord Entertainment Center              |
| 18 marzo 2007     | Charlottesville   | Stati Uniti         | John Paul Jones Arena                     |
| 19 marzo 2007     | Pittsburgh        | Stati Uniti         | Mellon Arena                              |
| 21 marzo 2007     | Uniondale         | Stati Uniti         | Nassau Veterans Memorial Coliseum         |
| 24 marzo 2007     | Uncasville        | Stati Uniti         | Mohegan Sun Arena                         |
| 26 marzo 2007     | Manchester        | Stati Uniti         | Verizon Wireless Arena                    |
| 27 marzo 2007     | Philadelphia      | Stati Uniti         | Wachovia Center                           |
| 29 marzo 2007     | East Rutherford   | Stati Uniti         | Continental Airlines Arena                |
| Europa            |                   |                     |                                           |
| 24 aprile 2007    | Belfast           | Regno Unito         | Odyssey Arena                             |
| 25 aprile 2007    | Belfast           | Regno Unito         | Odyssey Arena                             |
| 27 aprile 2007    | Sheffield         | Regno Unito         | Hallam FM Arena                           |
| 28 aprile 2007    | Sheffield         | Regno Unito         | Hallam FM Arena                           |
| 30 aprile 2007    | Newcastle         | Regno Unito         | Metro Radio Arena                         |
| 1º maggio 2007    | Newcastle         | Regno Unito         | Metro Radio Arena                         |
| 3 maggio 2007     | Glasgow           | Regno Unito         | Scottish Exhibition and Conference Centre |
| 4 maggio 2007     | Glasgow           | Regno Unito         | Scottish Exhibition and Conference Centre |
| 5 maggio 2007     | Glasgow           | Regno Unito         | Scottish Exhibition and Conference Centre |
| 8 maggio 2007     | Birmingham        | Regno Unito         | National Indoor Arena                     |
| 9 maggio 2007     | Birmingham        | Regno Unito         | National Indoor Arena                     |
| 11 maggio 2007    | Birmingham        | Regno Unito         | National Indoor Arena                     |
| 14 maggio 2007    | Manchester        | Regno Unito         | Manchester Evening News Arena             |
| 15 maggio 2007    | Manchester        | Regno Unito         | Manchester Evening News Arena             |
| 19 maggio 2007    | Nottingham        | Regno Unito         | Nottingham Arena                          |
| 22 maggio 2007    | Parigi            | Francia             | Palais Omnisports de Paris-Bercy          |
| 23 maggio 2007    | Parigi            | Francia             | Palais Omnisports de Paris-Bercy          |
| 25 maggio 2007    | Stoccarda         | Germania            | Hanns-Martin-Schleyer-Halle               |
| 26 maggio 2007    | Monaco di Baviera | Germania            | Olympiahalle                              |
| 28 maggio 2007    | Francoforte       | Germania            | Festhalle Frankfurt                       |
| 29 maggio 2007    | Mannheim          | Germania            | SAP Arena                                 |
| 1º giugno 2007    | Milano            | Italia              | Datch Forum di Assago                     |
| 2 giugno 2007     | Zurigo            | Svizzera            | Hallenstadion                             |
| 4 giugno 2007     | Vienna            | Austria             | Wiener Stadthalle                         |
| 6 giugno 2007     | Berlino           | Germania            | Max-Schmeling-Halle                       |
| 7 giugno 2007     | Lipsia            | Germania            | Arena Leipzig                             |
| 9 giugno 2007     | Amburgo           | Germania            | Color Line Arena                          |
| 10 giugno 2007    | Colonia           | Germania            | Kölnarena                                 |
| 12 giugno 2007    | Lione             | Francia             | Halle Tony Garnier                        |
| 13 giugno 2007    | Dortmund          | Germania            | Westfalenhallen                           |
| 16 giugno 2007    | Amsterdam         | Paesi Bassi         | Amsterdam Arena                           |
| 19 giugno 2007    | Stoccolma         | Svezia              | Stockholm Globe Arena                     |
| 21 giugno 2007    | Oslo              | Norvegia            | Oslo Spektrum                             |
| 23 giugno 2007    | Copenaghen        | Danimarca           | Parken Stadium                            |
| 25 giugno 2007    | Göteborg          | Svezia              | Scandinavium                              |
| 27 giugno 2007    | Anversa           | Belgio              | Sportpaleis                               |
| 30 giugno 2007    | Dublino           | Irlanda             | RDS Arena                                 |
| 1º luglio 2007    | Dublino           | Irlanda             | RDS Arena                                 |
| 4 luglio 2007     | Londra            | Regno Unito         | The O2 Arena                              |
| 5 luglio 2007     | Londra            | Regno Unito         | The O2 Arena                              |
| 7 luglio 2007     | Londra            | Regno Unito         | The O2 Arena                              |
| 8 luglio 2007     | Londra            | Regno Unito         | The O2 Arena                              |
| 10 luglio 2007    | Londra            | Regno Unito         | The O2 Arena                              |
| Nord America      |                   |                     |                                           |
| 6 agosto 2007     | Memphis           | Stati Uniti         | FedExForum                                |
| 7 agosto 2007     | Duluth            | Stati Uniti         | Arena at Gwinnett Center                  |
| 10 agosto 2007    | Boston            | Stati Uniti         | TD Banknorth Garden                       |
| 11 agosto 2007    | Uncasville        | Stati Uniti         | Mohegan Sun Arena                         |
| 13 agosto 2007    | East Rutherford   | Stati Uniti         | Continental Airlines Arena                |
| 15 agosto 2007    | New York City     | Stati Uniti         | Madison Square Garden                     |
| 16 agosto 2007    | New York City     | Stati Uniti         | Madison Square Garden                     |
| 18 agosto 2007    | Montréal          | Canada              | Bell Centre                               |
| 20 agosto 2007    | Toronto           | Canada              | Air Canada Centre                         |
| 21 agosto 2007    | Toronto           | Canada              | Air Canada Centre                         |
| 25 agosto 2007    | Winnipeg          | Canada              | MTS Centre                                |
| 26 agosto 2007    | Winnipeg          | Canada              | MTS Centre                                |
| 28 agosto 2007    | Edmonton          | Canada              | Rexall Place                              |
| 1º settembre 2007 | Las Vegas         | Stati Uniti         | Mandalay Bay Events Center                |
| 2 settembre 2007  | Las Vegas         | Stati Uniti         | Mandalay Bay Events Center                |
| 5 settembre 2007  | Vancouver         | Canada              | General Motors Place                      |
| 7 settembre 2007  | Portland          | Stati Uniti         | Rose Garden                               |
| 8 settembre 2007  | Tacoma            | Stati Uniti         | Tacoma Dome                               |
| 16 settembre 2007 | Los Angeles       | Stati Uniti         | Staples Center                            |
| 17 settembre 2007 | Los Angeles       | Stati Uniti         | Staples Center                            |
| 19 settembre 2007 | Los Angeles       | Stati Uniti         | Staples Center                            |
| 23 settembre 2007 | San Jose          | Stati Uniti         | HP Pavilion at San Jose                   |
| 25 settembre 2007 | Sacramento        | Stati Uniti         | ARCO Arena                                |
| Oceania           |                   |                     |                                           |
| 27 ottobre 2007   | Brisbane          | Australia           | Brisbane Entertainment Centre             |
| 28 ottobre 2007   | Brisbane          | Australia           | Brisbane Entertainment Centre             |
| 31 ottobre 2007   | Sydney            | Australia           | Acer Arena                                |
| 1º novembre 2007  | Sydney            | Australia           | Acer Arena                                |
| 3 novembre 2007   | Adelaide          | Australia           | Adelaide Entertainment Centre             |
| 5 novembre 2007   | Melbourne         | Australia           | Rod Laver Arena                           |
| 6 novembre 2007   | Melbourne         | Australia           | Rod Laver Arena                           |
| 9 novembre 2007   | Perth             | Australia           | Burswood Dome                             |
| 10 novembre 2007  | Perth             | Australia           | Burswood Dome                             |
| 13 novembre 2007  | Sydney            | Australia           | Acer Arena                                |
| 17 novembre 2007  | Melbourne         | Australia           | Rod Laver Arena                           |
| 18 novembre 2007  | Melbourne         | Australia           | Rod Laver Arena                           |
| 23 novembre 2007  | Auckland          | Nuova Zelanda       | Vector Arena                              |
| 24 novembre 2007  | Auckland          | Nuova Zelanda       | Vector Arena                              |
| 26 novembre 2007  | Auckland          | Nuova Zelanda       | Vector Arena                              |
| Asia              |                   |                     |                                           |
| 6 dicembre 2007   | Abu Dhabi         | Emirati Arabi Uniti | Emirates Palace Grounds                   |

### Box Office
| Luogo di Esibizione           | Città           | Biglietti Venduti/ Biglietti Disponibili | Incassi     |
| ----------------------------- | --------------- | ---------------------------------------- | ----------- |
| iPayOne Center                | San Diego       | 12.526/ 12.526 (100%)                    | $970.389    |
| Honda Center                  | Anaheim         | 14.863/ 14.863 (100%)                    | $1.095.698  |
| HP Pavilion                   | San Jose        | 17.116/ 17.116 (100%)                    | $1.320.326  |
| ARCO Arena                    | Sacramento      | 15.347/ 15.347 (100%)                    | $1.045.967  |
| Jobing.com Arena              | Glendale        | 14.645/ 14.645 (100%)                    | $1.169.049  |
| Philips Arena                 | Atlanta         | 16.638/ 16.638 (100%)                    | $1.129.984  |
| New Orleans Arena             | New Orleans     | 15.209/ 15.209 (100%)                    | $826.084    |
| Toyota Center                 | Houston         | 16.974/ 16.974 (100%)                    | $1.243.420  |
| American Airlines Center      | Dallas          | 17.418/ 17.418 (100%)                    | $1.311.577  |
| Qwest Center                  | Omaha           | 12.535/ 12.535 (100%)                    | $860.841    |
| Mohegan Sun Arena             | Uncasville      | 9.737/ 9.737 (100%)                      | $713.850    |
| Verizon Wireless Arena        | Manchester      | 10.127/ 10.127 (100%)                    | $753.454    |
| Wachovia Center               | Filadelfia      | 18.611/ 18.611 (100%)                    | $1.308.817  |
| Odyssey Arena                 | Belfast         | 18.098/ 18.098 (100%)                    | $1.593.147  |
| Hallam FM Arena               | Sheffield       | 16.975/ 16.975 (100%)                    | $1.550.518  |
| Metro Radio Arena             | Newcastle       | 15.951/ 15.951 (100%)                    | $1.112.380  |
| SECC                          | Glasgow         | 26.821/ 26.821 (100%)                    | $2.545.988  |
| National Indoor Arena         | Birmingham      | 34.877/ 34.877 (100%)                    | $2.755.695  |
| MEN Arena                     | Manchester      | 31.858/ 31.858 (100%)                    | $2.742.102  |
| Nottingham Arena              | Nottingham      | 9.770/ 9.770 (100%)                      | $920.118    |
| Continental Airlines Arena    | East Rutherford | 17.587/ 17.587 (100%)                    | $1.301.664  |
| Madison Square Garden         | New York        | 36.546/ 36.546 (100%)                    | $2.784.912  |
| Air Canada Centre             | Toronto         | 34.991/ 34.991 (100%)                    | $3.375.692  |
| MTS Centre                    | Winnipeg        | 28.482/ 28.482 (100%)                    | 2.168.471   |
| Rexall Place                  | Edmonton        | 17.360/ 17.360 (100%)                    | $1.356.265  |
| Mandalay Bay Events Centre    | Vancouver       | 19.810/ 19.810 (100%)                    | $1.843.632  |
| HP Pavilion                   | San Jose        | 13.771/ 13.771 (100%)                    | $1.157.917  |
| Brisbane Entertainment Centre | Brisbane        | 25.752/ 26.330 (98%)                     | $2.985.210  |
| TOTALE                        | TOTALE          | 540.395/ 540.973 (99.8%)                 | $43.943.167 |

## Registrazioni
Il concerto, in accordo con HBO è stato ripreso durante la tappa del 16 agosto 2007 a New York City. Il concerto, il making of e tanti altri contenuti speciali sono stati raccolti nel DVD Justin Timberlake: FutureSex/LoveShow Live in Madison Square Garden.